# 526 (tal)
526 är det naturliga heltal som följer 525 och följs av 527.

## Matematiska egenskaper
- 526 är ett jämnt tal.
- 526 är ett sammansatt tal.
- 526 är ett semiprimtal[1].
- 526 är ett centrerat pentagontal.

## Inom vetenskapen
- 526 Jena, en asteroid.